# Lecane bidactyla
Lecane bidactyla är en hjuldjursart som först beskrevs av Fusa Sudzuki H. 1992.  Lecane bidactyla ingår i släktet Lecane och familjen Lecanidae. Inga underarter finns listade i Catalogue of Life.